# Pedro Vanneste
Pedro Vanneste (* 7. Dezember 1969 in Kortrijk) ist ein belgischer Badmintonspieler. 

## Karriere
Pedro Vanneste nahm 1992 im Herreneinzel an Olympia teil. Er unterlag dabei gleich in Runde eins und wurde somit 33. in der Endabrechnung. In Belgien gewann er seinen ersten nationalen Titel 1992, zwölf weitere folgten bis 1998. 1996 und 1997 siegte er bei den Slovenian International.

## Sportliche Erfolge
| Saison    | Veranstaltung                  | Disziplin    | Platz | Name                            |
| --------- | ------------------------------ | ------------ | ----- | ------------------------------- |
| 1991/1992 | Belgien: Einzelmeisterschaften | Herreneinzel | 1     | Pedro Vanneste                  |
| 1991/1992 | Belgien: Einzelmeisterschaften | Mixed        | 1     | Pedro Vanneste / Annemie Buyse  |
| 1992      | Olympia                        | Herreneinzel | 33    | Pedro Vanneste                  |
| 1992/1993 | Belgien: Einzelmeisterschaften | Herreneinzel | 1     | Pedro Vanneste                  |
| 1992/1993 | Belgien: Einzelmeisterschaften | Mixed        | 1     | Pedro Vanneste / Heidi Vrancken |
| 1993/1994 | Belgien: Einzelmeisterschaften | Mixed        | 1     | Pedro Vanneste / Heidi Vrancken |
| 1993/1994 | Belgien: Einzelmeisterschaften | Herreneinzel | 1     | Pedro Vanneste                  |
| 1994/1995 | Belgien: Einzelmeisterschaften | Herreneinzel | 1     | Pedro Vanneste                  |
| 1994/1995 | Belgien: Einzelmeisterschaften | Herrendoppel | 1     | De Rijcke / Pedro Vanneste      |
| 1995/1996 | Belgien: Einzelmeisterschaften | Herreneinzel | 1     | Pedro Vanneste                  |
| 1995/1996 | Belgien: Einzelmeisterschaften | Mixed        | 1     | Pedro Vanneste / Mallory Gosset |
| 1996      | Slovenian International        | Herreneinzel | 1     | Pedro Vanneste                  |
| 1996/1997 | Belgien: Einzelmeisterschaften | Herrendoppel | 1     | Pedro Vanneste / Alain Deleeuw  |
| 1996/1997 | Belgien: Einzelmeisterschaften | Herreneinzel | 1     | Pedro Vanneste                  |
| 1997      | Slovenian International        | Herreneinzel | 1     | Pedro Vanneste                  |
| 1997/1998 | Belgien: Einzelmeisterschaften | Herreneinzel | 1     | Pedro Vanneste                  |